# آنتونینو کتالونا
آنتونینو کتالونا (ایتالیایی: Antonino Catalano; ۳ ژوئیهٔ ۱۹۳۲ – ۲۰ آوریل ۱۹۸۷) دوچرخه‌سوار اهل ایتالیا بود.